# Júlia Truyol Caimari
Júlia Truyol Caimari (Palma, 1987) és una actriu i productora teatral mallorquina.
Va començar la seva formació al centre dràmatic DiMarco de Mallorca i el 2011 es va graduar a l'Institut del Teatre de Barcelona. És cofundadora de la companyia teatral La Calòrica. També ha format part de la Kompanyia Lliure del Teatre Lliure, on l'hem pogut veure en diversos muntatges teatrals. Destaquen Nit de reis o el que vulguis amb direcció de Pau Carrió, Àngels a Àmerica dirigida per David Selvas o El temps que estiguem junts de Pablo Messiez per la qual fou guardonada als XXI Premis de la Crítica com a millor actriu de repartiment. A la televisió ha participat a les series de TV3 La Riera i a Com si fos ahir. El 2020 va participar en la sèrie DRAMA d'El Terrat/Playz donant vida a Flora i el 2021 a la sèrie espanyola Hache, produïda per Netflix.

## Interpretacions
Teatre
- Feisima enfermedad y muy triste muerte de la reina Isabel-La Calòrica
- Sobre el fenomen de les feines de merda de Joan Yago, dirigida per Israel Solà (2015)La Calòrica
- Bluf-La Calòrica
- La Nau del Bojos. la Calòrica
- El Trionf de la fonèticaLa calòrica
- El profeta dirigida per Israel Solà (2016) La Calòrica
- Revolta de bruixes dirigida per Juan Carlos Martel (2016)
- Moby Dick de Marc Artigau, dirigida per Juan Carlos Martel (2017)
- Nit de Reis dirigida per Pau Carrió (2017)
- El temps que estiguem junts de Pablo Messiez (2018)
- Àngels a Amèrica dirigida per David Selvas (2018)
- Casa de Nines dirigida per Sílvia Munt (2019)[5]
- Arbres, Vidka i Naus Voladores-La calòrica
- De què parlem mentre no parlem de tota aquesta merda?, de Joan Yago, dirigida per Israel Solà (2021)[6]
- Nessum Dorma. dirigida per Edu Manzanares, 2023
- Le congrès ne marche pas. La Calòria, 2023

Sèries de televisió
- La Riera (2012)
- Com si fos ahir (2019-2021)
- Drama (2020)
- Hache (2021)
- Snegovik(el Terrat per TV3)
- El cuerpo en llamas (2023)